# Perfume Genius
Mike Hadreas (nascut el 25 de setembre de 1981), conegut pel seu nom artístic Perfume Genius, és un cantant d'indie pop estatunidenc radicat a Seattle (Washington, EUA).

## Anys primerencs
Hadreas és d'origen grec i va néixer a Des Moines, Iowa, mudant-se als suburbis de Seattle, Washingtonentre els 6 o 7 anys. Hadreas va estudiar pintura a l'escola i va prendre lliçons de piano quan era un nen. La seva mare era professora d'educació especial, i ara és assistent de direcció en una escola d'ensenyament mitjà. Els seus pares es van divorciar quan era adolescent.
En la seva època d'estudiant, Hadreas era l'únic estudiant obertament gai a la seva escola, i va rebre amenaces de mort que no van ser abordades per l'administració. Va deixar els estudis secundaris durant el seu primer any. Dos anys després d'haver abandonat l'escola, va ser atacat per diversos homes joves en el seu barri. Es va traslladar a Williamsburg, Brooklyn i va treballar com a porter per a un club de l'East Village. El 2005, Hadreas va tornar a Seattle i va començar a enregistrar música. Tres anys més tard, el 2008, Hadreas creava una pàgina a MySpace amb el nom de Perfume Genius, començant així la seva carrera musical. La música d'Hadreas explora temes com la sexualitat, la seva lluita personal amb la malaltia de Crohn, l'abús domèstic, i els perills que tenen els homes homosexuals en la societat contemporània.
Es seu estil, emmarcat en el gènere indie pop, també rep influències del pop orquestral o chamber pop, música folk, indie rock o el pop art.

## Carrera

### Learning
Es l'àlbum de debut d'Hadreas, Learning, es va publicar el 21 de juny de 2010, a través de Turnstile Rècords a Europa i Matador Records als Estats Units. Moltes de les pistes de Learning van ser enregistrades a la casa d'Hadreas. L'àlbum va rebre aviat el reconeixement de la crítica, rebent una nota de 8.2 sobre 10 en l'índex de puntuació de Pitchfork
Va actuar en el seu primer espectacle en viu a The Vera Project a Seattle, on va obrir amb A Sunny Day in Glasgow.

### Put Your Back N 2 it
El segon àlbum d'Hadreas, Put Your Back N 2 It, es va publicar el 20 de febrer de 2012. De nou, Hadreas va rebre elogis de la crítica i admiradors musics, per la intimitat sonora que va aconseguir amb el seu treball.
El vídeo promocional de l'àlbum, amb Hadreas i l'actor pornogràfic Arpad Miklos abraçant-se l'un amb l'altre, es va considerar que no era segur per a una visionat familiar per part de YouTube.

### Too Bright
El 23 de setembre de 2014, Hadreas va publicar el seu tercer àlbum, Too Bright, que va ser coproduït per, Adrian Utley de Portishead, també amb aclamació de la crítica. L'àlbum va suposar un salt transformador per a Hadreas, i va marcar una nova trajectòria en la seva carrera. Aquest treball va rebre crítiques elogioses de per part de diferents publicacions. Pitchfork li va donar al disc una nota de 8,5, i va comentar que "aquestes cançons se senten menys com cançons i més com tresors, que ens omplen amb poder i saviesa."
Després del llançament de l'àlbum, Hadreas va fer un tour de promoció on va fer interpretacions en espectacles amb cartells de tot venut. El 30 d'octubre de 2014, Perfume Genius va aparèixer a Late Show with David Letterman interpretant "Queen" de l'àlbum Too Bright. A l'abril de 2015, Hadreas va ser protagonista a la portada de la revista Hello Mr.
Hadreas va contribuir amb una portada a The Grateful Dead és "To Lay Me Down" amb Day of the Dead, un àlbum de tribut benèfic produït i promogut per membres de The National i llançat per 4AD el 20 de maig de 2016. Va ser una versió en la que Hadreas col·laborava amb Sharon Van Etten. Tots els beneficis de l'àlbum ajudarien a lluitar per la Sida/VIH, i els problemes de salut relacionats a tot el món a través de la Red Hot Organization.
El 16 de setembre de 2016, Hadreas va llançar una coberta de la cançó d'Elvis "Can't Help Falling in Love" amb la col·laboració de Prada. La cançó va ser presentada a la campanya publicitària de fragàncies "La Femme and L'Homme" d'aquesta marca.

### No Shape
Hadreas va ser presentat a la portada del número de març / abril del 2017 de The Fader, que va incloure un reportatge d'Hadreas i el seu treball al següent àlbum. Durant les setmanes posteriors a l'article, Hadreas va publicar diversos videoclips i àudio clàssics amb nova música. El 21 de març de 2017, Hadreas va anunciar el seu quart àlbum d'estudi No Shape i va llançar el primer senzill "Slip Away", que anava acompanyat d'un vídeo musical dirigit per l'habitual col·laborador de Bjork, Andrew Thomas Huang. El senzill va ser designat com a "Best New Track" per Pitchfork. El 19 d'abril, Hadreas va llançava un altre senzill de l'àlbum anomenat "Go Ahead" durant un directe en viu de Twitter amb els aficionats.
No Shape va ser llançada per Matador el 5 de maig de 2017. L'àlbum va ser produït per Blake Mills (Fiona Apple, John Legend, Alabama Shakes) i mescalt per guardonat enginyer de Grammy, Shawn Everett. Va rebre nombroses valoracions positives per part de la crítica. Pitchfork li va atorgar una nota de 8.8, i el va anomenar "Best New Album", considerant-lo com "el seu àlbum més realitzat ara per ara, un tendre i transcendental registre de protesta d'amor i devoció." The Guardian va comentar que "No Shape sona com un talent únic que arriba a una floració plena."
El 9 de maig de 2017, Perfume Genius va llançar el vídeo de "Die 4 You", dirigit pe Floria Sigismondi. Aquell mateix mes es va anunciar que Perfum Genius organitzaria la selecció dels artistes del Festival Le Guess Who? a Utrecht el novembre. Hi va convidar entre altres a Aldous Harding, Mount Eerie, Weyes Blood, i el cor de les dones búlgares Le Mystère des Voix Bulgares.

## Aparicions televisives
Perfume Genius va aparèixer al The Late Show with David Letterman el 30 d'octubre de 2014 actuant amb "Queen" de l'àlbum Too Bright. També va sortir a The Late Show with Stephen Colbert el 5 de maig de 2017 actuant amb "Slip Away" de l'àlbum No Shape. L'11 de juliol de 2017 va actuar amb "Wreath" i "Just Like Love" al Jimmy Kimmel Live! de l'àlbum No Shape. "Queen" es va presentar també en un episodi de la sèrie de teatre The First el 2018.

## Premis i nominacions
| Any  | Premis                  | Treball                        | Categoria                      | Resultat  |
| ---- | ----------------------- | ------------------------------ | ------------------------------ | --------- |
| 2014 | Rober Awards Music Poll | Himself                        | Millor artista pop             | Nominat   |
| 2014 | Rober Awards Music Poll | "Queen"                        | Millor vídeo promo             | Nominat   |
| 2015 | Dorian Awards           | "Queen"                        | Vídeo Musical de l'Any         | Nominat   |
| 2017 | Music Week Sync Awards  | "I Can't Help Falling in Love" | Millor campanya viral en línia | Guanyador |
| 2017 | Rober Awards Music Poll | Himself                        | Millor compositor              | Nominat   |
| 2017 | A2IM Libera Awards      | Toyatathon 2016 Ad Spot        | Millor sincronització          | Nominat   |
| 2018 | A2IM Libera Awards      | "Wreath" Video Contest         | Marketing Genius               | Nominat   |
| 2018 | A2IM Libera Awards      | "Die 4 You"                    | Video de l'Any                 | Guanyador |
| 2018 | GLAAD Media Awards      | No Shape                       | Artista musical destacat       | Nominat   |

## Discografia

### Àlbums
| Àlbum i detalls                                                                | Posicions punta | Posicions punta | Posicions punta | Posicions punta | Posicions punta | Posicions punta |
| Àlbum i detalls                                                                | ENS             | BEL (Fl)        | BEL (Wa)        | IRL             | PT              | Regne Unit      |
| ------------------------------------------------------------------------------ | --------------- | --------------- | --------------- | --------------- | --------------- | --------------- |
| Learning - Data de sortida: 22 de juny de 2010 - Segell: Matador, Òrgans       | —               | 41              | —               | —               | —               | —               |
| Put Your Back N 2 It - Data de sortida: 21 de febrer de 2012 - Segell: Matador | —               | 19              | —               | 73              | —               | —               |
| Too Bright - Data de sortida: 23 de setembre de 2014 - Segell: Matador         | 83              | 26              | 64              | —               | —               | 77              |
| No Shape - Data de sortida: 5 de maig de 2017 - Segell: Matador                | 185             | 30              | 116             | 90              | 40              | 96              |

### Singles
| Data de sortida | Títol                                                                                        |
| --------------- | -------------------------------------------------------------------------------------------- |
| 2010            | "Mr Peterson"                                                                                |
| 2011            | "All Waters"                                                                                 |
| 2012            | "Hood"                                                                                       |
| 2012            | "Dark Parts"                                                                                 |
| 2012            | "Take Me Home"                                                                               |
| 2014            | "Queen"                                                                                      |
| 2014            | "Grid"                                                                                       |
| 2015            | "Jonathan" - Christine and the Queens feat. Perfume Genius (BEL (Wa) Ultratip #46; FRA #120) |
| 2017            | "Slip Away"                                                                                  |
| 2017            | "Go Ahead"                                                                                   |